# Diocesi di Idiofa
La diocesi di Idiofa (in latino Dioecesis Idiofaensis) è una sede della Chiesa cattolica nella Repubblica Democratica del Congo suffraganea dell'arcidiocesi di Kinshasa. Nel 2023 contava 2.084.000 battezzati su 4.044.000 abitanti. È retta dal vescovo José Moko Ekanga, P.S.S.

## Territorio
La diocesi comprende per intero il territorio di Idiofa e in parte quelli di Gungu e di Bulungu nella provincia di Kwilu, e parte del territorio di Ilebo nella provincia del Kasai, nella Repubblica Democratica del Congo.
Sede vescovile è la città di Idiofa, dove si trova la cattedrale di San Kizito.
Il territorio si estende su circa 40.000 km² ed è suddiviso in 43 parrocchie.

## Storia
La prefettura apostolica di Ipamu fu eretta il 13 aprile 1937 con la bolla Quo uberiores di papa Pio XI, ricavandone il territorio dai vicariati apostolici del Kasai superiore (oggi arcidiocesi di Kananga) e di Koango (oggi diocesi di Kikwit).
Il 12 febbraio 1948 con la bolla Missio quaevis di papa Pio XII la prefettura apostolica fu elevata a vicariato apostolico.
Il 10 novembre 1959 il vicariato apostolico è stato elevato a diocesi con la bolla Cum parvulum di papa Giovanni XXIII.
Il 20 giugno 1960, contestualmente alla traslazione della sede vescovile, ha assunto il nome attuale in forza del decreto Quo aptius della congregazione di Propaganda Fide.

## Cronotassi dei vescovi
Si omettono i periodi di sede vacante non superiori ai 2 anni o non storicamente accertati.
- Alphonse Bossart, O.M.I. † (11 giugno 1937 - maggio 1957 dimesso)
- René Toussaint, O.M.I. † (16 gennaio 1958 - 21 maggio 1970 dimesso[2])
- Eugène Biletsi Onim † (21 maggio 1970 - 4 novembre 1994 dimesso)
  - Sede vacante (1994-1997)
- Louis Mbwôl-Mpasi, O.M.I. (20 maggio 1997 - 31 maggio 2006 ritirato)
  - Sede vacante (2006-2009)
- José Moko Ekanga, P.S.S., dal 26 maggio 2009

## Statistiche
La diocesi nel 2023 su una popolazione di 4.044.000 persone contava 2.084.000 battezzati, corrispondenti al 51,5% del totale.
| anno | popolazione | popolazione | popolazione | presbiteri | presbiteri | presbiteri | presbiteri                | diaconi | religiosi | religiosi | parrocchie |
| anno | battezzati  | totale      | %           | numero     | secolari   | regolari   | battezzati per presbitero | diaconi | uomini    | donne     | parrocchie |
| ---- | ----------- | ----------- | ----------- | ---------- | ---------- | ---------- | ------------------------- | ------- | --------- | --------- | ---------- |
| 1950 | 61.765      | 350.000     | 17,6        | 56         | 2          | 54         | 1.102                     |         | 51        | 25        | 13         |
| 1969 | 186.067     | 425.000     | 43,8        | 19         | 17         | 2          | 9.793                     |         | 11        | 54        | 20         |
| 1980 | 382.000     | 794.000     | 48,1        | 48         | 25         | 23         | 7.958                     |         | 51        | 61        | 29         |
| 1990 | 443.395     | 839.326     | 52,8        | 81         | 69         | 12         | 5.474                     | 12      | 85        | 90        | 36         |
| 1999 | 271.623     | 637.575     | 42,6        | 106        | 87         | 19         | 2.562                     |         | 76        | 102       | 49         |
| 2000 | 283.329     | 651.614     | 43,5        | 119        | 94         | 25         | 2.380                     |         | 84        | 98        | 54         |
| 2001 | 294.275     | 737.638     | 39,9        | 107        | 81         | 26         | 2.750                     |         | 59        | 107       | 43         |
| 2002 | 245.359     | 711.621     | 34,5        | 100        | 79         | 21         | 2.453                     | 5       | 43        | 107       | 40         |
| 2003 | 426.075     | 949.175     | 44,9        | 106        | 84         | 22         | 4.019                     |         | 39        | 108       | 40         |
| 2004 | 600.000     | 1.000.000   | 60,0        | 99         | 79         | 20         | 6.060                     |         | 36        | 117       | 42         |
| 2006 | 1.100.000   | 2.200.000   | 50,0        | 106        | 87         | 19         | 10.377                    |         | 31        | 117       | 42         |
| 2013 | 1.334.000   | 2.691.000   | 49,6        | 107        | 91         | 16         | 12.467                    |         | 36        | 101       | 43         |
| 2016 | 1.552.250   | 2.750.500   | 56,4        | 120        | 100        | 20         | 12.935                    |         | 40        | 109       | 43         |
| 2019 | 1.730.660   | 3.023.000   | 57,2        | 117        | 100        | 17         | 14.791                    |         | 35        | 99        | 43         |
| 2021 | 1.951.780   | 3.903.560   | 50,0        | 125        | 102        | 23         | 15.614                    |         | 39        | 93        | 43         |
| 2023 | 2.084.000   | 4.044.000   | 51,5        | 133        | 117        | 16         | 15.669                    |         | 37        | 93        | 43         |